# أهل
أهل (بالفارسية: شهر اهل) قرية صغيرة تقع في جنوب غرب إيران، تتبع محافظة فارس. مدينة قديمة يرجع تاريخ بناءها إلى عهد الساسانيون، وكانت تدعى « نهل » ، تقع هذه المدينة في مقاطعة لامرد. بها آثار تاريخية قديمة مبنية بالحجر و الصاروج يرجع تاريخها بناءها إلى 1500 سنة.

## السكان
يبلغ عدد سكان هذه القرية حسب تعداد السكان 2797 طبقاً لعام 2006.